# Dragica
Dragica je ženské křestní jméno, četné zejména v zemích bývalé Jugoslávie. Je slovanského původu, jde o zdrobnělinu křestního jména Draga, která pochází ze slova draga, tedy drahá. Podle chorvatského kalendáře slaví svátek 4. listopadu, společně se jmény Karlo, Drago a Dragutin.
Jména se stejným původem jako Dragica jsou Draga, Dragana, Draginja a Dražena. Podobné jméno v českém prostředí je Drahuše.

## Počet nositelů
K roku 2014 žilo na světě přibližně 131 516 nositelek jména Dragica, nejvíce v Srbsku, Chorvatsku a Bosně a Hercegovině. V Bosně a Hercegovině jde o páté nejčastější jméno, v Chorvatsku je na devatenáctém místě a v Srbsku na dvacátém třetím. Ve všech zemích bývalé Jugoslávie až na Kosovo je mezi sto nejčastějšími křestními jmény.
| Stát                | Četnost | Pořadí |
| ------------------- | ------- | ------ |
| Srbsko              | 50 628  | 23.    |
| Chorvatsko          | 27 813  | 19.    |
| Bosna a Hercegovina | 24 727  | 5.     |
| Severní Makedonie   | 9 027   | 24.    |
| Slovinsko           | 7 536   | 82.    |
| Černá Hora          | 4 490   | 13.    |
| Kosovo              | 920     | 471.   |

## Vývoj popularity
V současnosti je jméno Dragica mezi novorozenými dívkami extrémně vzácné. Nejvíce bylo jméno Dragica v Chorvatsku dětem dáváno v první polovině 20. století, přičemž od roku 1938 mělo trvale sestupný trend. Jméno Dragica se vyskytuje sporadicky již od 70. let 20. století, v roce 1970 jej získalo pouze 0,34 % žen. Od druhé poloviny 90. let 20. století jméno mezi novorozenci téměř vymizelo. Nejvíce populární bylo v roce 1930, kdy jej dostalo 4,58 % nově narozených, k roku 2013 však činila popularita jména 0 %, takže se v tomto roce žádné Dragany pravděpodobně nenarodily. Nejnovější nenulová popularita (0,02 %) byla v roce 2009.

## Významné osobnosti
- Dragica Cepernićová – chorvatská fotbalistka
- Dragica Čadežová – slovinská sochařka
- Dragica Džonová – chorvatská házenkářka
- Dragica Đurićová – srbská házenkářka
- Dragica Končarová – členka lidového osvobozeneckého hnutí v Chorvatsku, národní hrdinka Jugoslávie
- Dragica Kresojová – severomakedonská házenkářka
- Dragica Krog-Radošová – chorvatská divadelní herečka
- Dragica Martinisová – chorvatská sopranistka
- Dragica Mitrová – severomakedonská házenkářka
- Dragica Palaversa Mijačová – chorvatská házenkářka
- Dragica Potočnjaková – slovinská herečka
- Dragica Rajčićová – chorvatská spisovatelka
- Dragica Sekulićová – černohorská politička a bývalá ministryně hospodářství
- Dragica Wedam Lukićová – slovinská právnička